# Konrad Miller

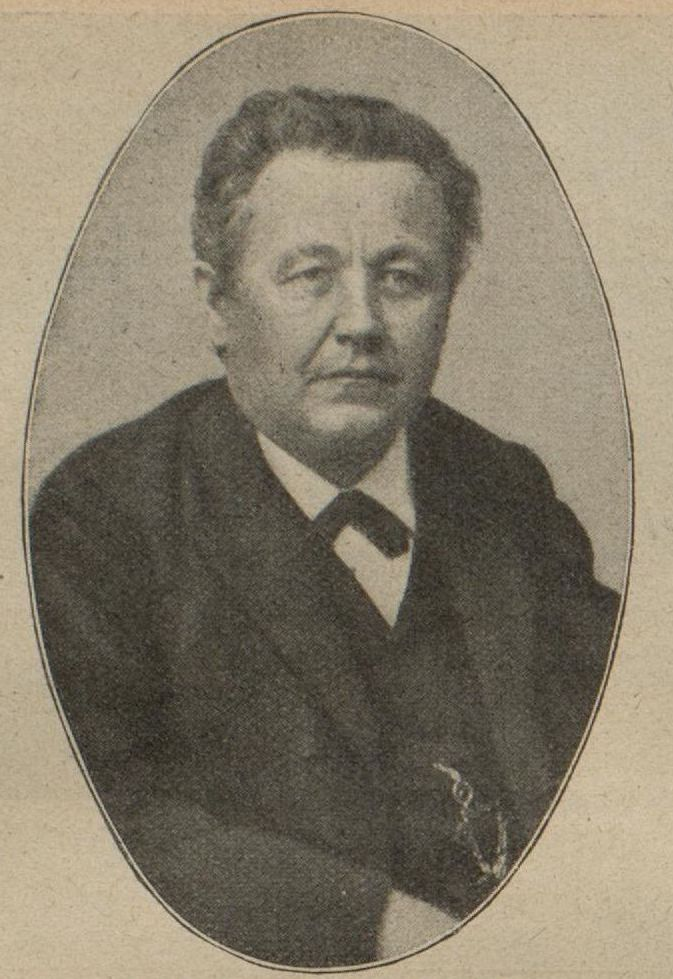
Konrad Miller, um 1910

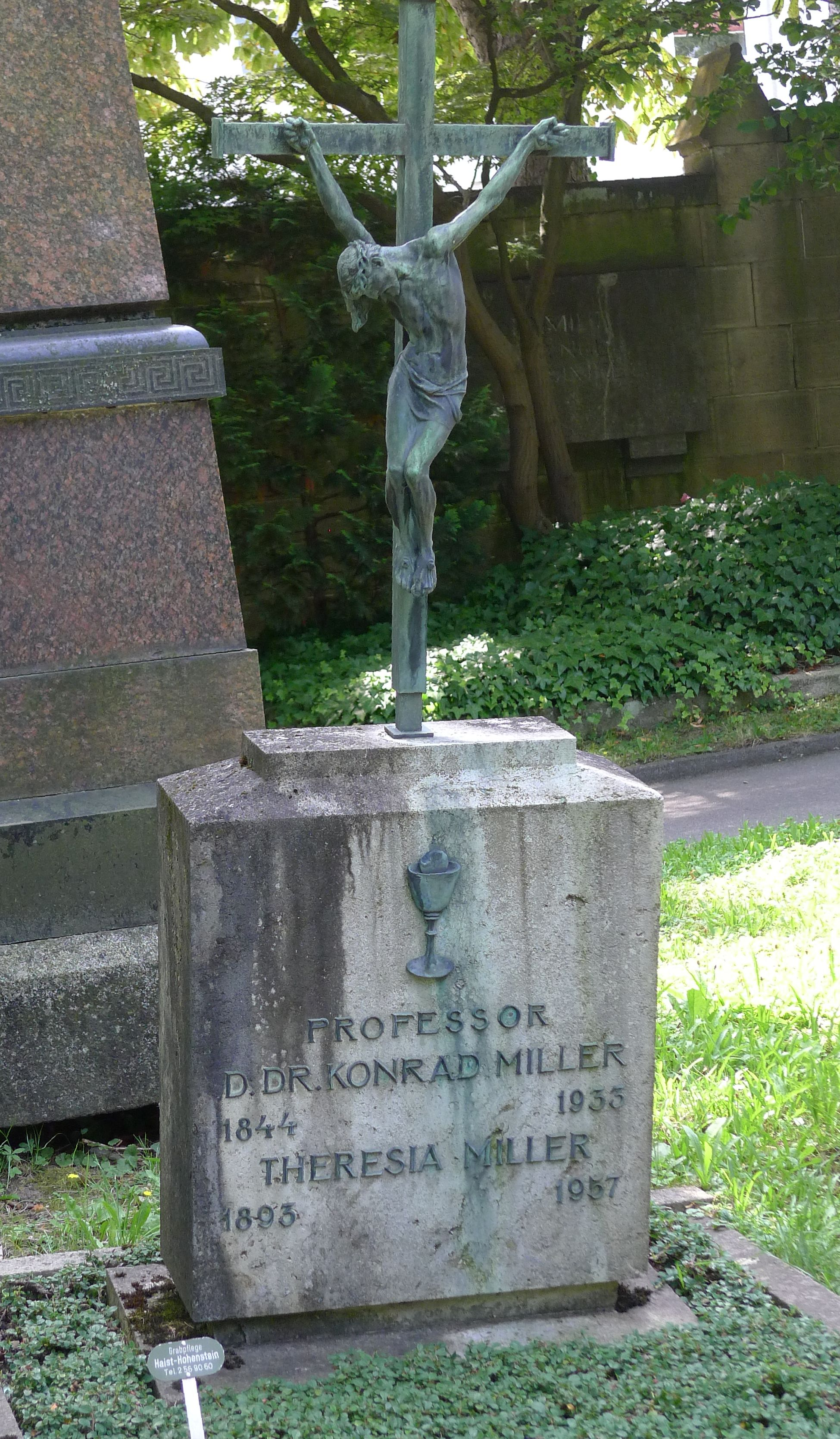
Grabmal von Konrad Miller auf dem Stuttgarter Pragfriedhof

Konrad Miller (* 21. November 1844 in Oppeltshofen; † 25. Juli 1933 in Stuttgart) war ein römisch-katholischer Theologe, Naturwissenschaftler und Kartographiehistoriker. Er war maßgeblich an der Wiederentdeckung der Tabula Peutingeriana beteiligt, einer frühen Weltkarte, die das römische Straßennetz im spätrömischen Weltreich aus dem 4. Jahrhundert abbildet.

## Leben

### Ausbildung
Miller wuchs auf einem Bauernhof in Oppeltshofen bei Ravensburg auf und hatte zehn weitere Geschwister. Am Gymnasialkonvikt St. Josef in Ehingen machte er 1862 sein Abitur. Danach erhielt er eine geistlich-pastorale Ausbildung am Bischöflichen Theologenkonvikt Wilhelmsstift in Tübingen. Parallel dazu studierte er Theologie und Naturwissenschaften an der Eberhard-Karls-Universität Tübingen. Mit 22 Jahren absolvierte er 1866 das theologische Examen, hatte aber noch nicht das Mindestalter für die Priesterweihe erreicht. Daher ging er zu naturwissenschaftlichen Studien an das damalige Stuttgarter Polytechnikum, um im Labor des Chemikers Hermann von Fehling zu arbeiten. 1867 setzte er diese Studien in Bonn fort. Am 10. August 1868 empfing er die Priesterweihe. Danach war er kurzzeitig Vikar in Schramberg.
1870 promovierte Miller bei Friedrich August von Quenstedt in Tübingen mit einer Arbeit über Das Tertiär am Hochsträß. Im selben Jahr legte er den zweiten Teil der mathematisch-naturwissenschaftlichen Lehramtsprüfung für den höheren Schuldienst in Zoologie, Mineralogie, Geologie und mathematischer Geographie ab. Die Auswirkungen des Kulturkampfes verhinderten im protestantisch dominierten Königreich Württemberg zunächst eine Anstellung im Schuldienst.

### Seelsorger und Naturforscher
Miller wurde als Vikar in Schwörzkirch, Altshausen und Leutkirch im Allgäu eingesetzt. 1872 übernahm er als Kaplan die Gemeinde Unteressendorf, bei Pfarrer Joseph Probst. Probst war ebenfalls Naturwissenschaftler und gilt als Pionier der Erforschung der Geologie und Paläontologie von Oberschwaben. Miller konnte neben seiner seelsorgerischen Tätigkeit seine Studien fortsetzen. Er legte Naturaliensammlungen an und widmete sich der heimischen Flora und Fauna. Es entstanden unter anderem Untersuchungen über die Schalentiere und das Fischbrot des Bodensees, das Molassemeer und die geognostischen Verhältnisse in der Bodenseegegend sowie die Tieferlegung von Hochwasserständen.
Im selbigen Jahr gründete er den Molasseklub, der sich später als oberschwäbischer Zweigverein dem Verein für vaterländische Naturkunde anschloss und in dem er Interessierte, Adelige und Bürger, Gelehrte und Bauern, Katholiken und Protestanten, zusammenführte. Miller wirkte als Schriftführer und trug die Ergebnisse seiner Forschungen in den Versammlungen des Vereins sowie im Verein für Geschichte des Bodensees vor. Als Naturforscher und -schützer trat er auch dem Bund für Vogelschutz bei, dessen zweiter Vorsitzender er wurde.
Ab 1880 wandte er sich verstärkt der Altertumskunde zu. Er beschäftigte sich mit altgermanischen Ringburgen, römischen Niederlassungen, Begräbnisstätten und Straßennetzen und betrieb Ausgrabungen bei Ravensburg, Altshausen, Mengen, Emerkingen, Ummendorf, Köngen, Jettenhausen, Bavendorf, Weingarten und Mochenwangen. Die Ergebnisse seiner Forschungen stellte er der Öffentlichkeit in Vorträgen und Publikationen vor. Wiederum aus konfessionellen Gründen wurde er bei der Besetzung der 1890 gegründeten Reichs-Limeskommission nicht beachtet.

### Lehrer und Kartograph
Unerwartet erhielt Miller 1882 die ungewöhnliche Berufung einer Professur in Naturwissenschaften am Dillmann-Realgymnasium in Stuttgart. Dort führte er naturgeschichtliche Exkursionen und geologische Wanderungen ein, nahm seine Schüler zu Ausgrabungen mit und ließ sie später auch bei der Korrektur seiner Kartenausgaben mitarbeiten. 1886 wurde er vom Statistischen Landesamt in Stuttgart zur Mitarbeit am Sammelwerk Das Königreich Württemberg eingeladen. Miller bearbeitete die Altertümer Oberschwabens und südlich der Donau. Auch an der Publikation der Oberamtsbeschreibungen war er beteiligt.

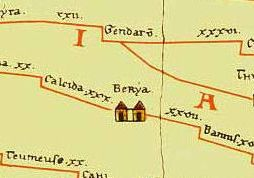
Tabula Peutingeriana, Ausschnitt mit Berya (heute Aleppo) in Syrien

Überregionale Bekanntheit erlangte er, als er sich historischen Weltkarten zuwendete. 1887 gab er die Tabula Peutingeriana, Nachzeichnung einer spätantiken Straßenkarte aus dem 12. Jahrhundert, vollständig und in Farbe heraus. Es folgten die Mappaemundi, die Itineraria Romana, die Mappae Arabicae und die Charta Rogeriana. Die Editionen fanden große Beachtung. Für den Gebrauch in der Schule erarbeitete Miller Kartenausgaben, die er im Selbstverlag herausgab und den Schulen als Millers Anschauungsmittel zum erdkundlichen Unterricht zum Kauf anbot. Sein sechsbändiges Werk Mappaemundi. Die ältesten Weltkarten ist „die erste umfassende Sammlung und Darstellung der lateinischen Karten des Mittelalters“. Sie ist „auch heute noch von großem Wert“.

### Ruhestand und Reisen
Am 1. Oktober 1910 trat er in den Ruhestand. Er wurde nun Organisator und Leiter von Pilger- und Studienreisen. Auf einer dieser Reisen entdeckte Miller das antike Amphitheater in Cumae bei Neapel. Er veranlasste den Kauf des dortigen Geländes und gründete die Societas Cumaena, für die er ein Erholungsheim baute. Schon 1903 hatte er auf dem Stuttgarter Stafflenberg eine Villa gekauft. Diese diente im Laufe der Jahre als Studentenheim, kaufmännische Berufsschule, Lazarett, Privatklinik und Altersheim. Auch Gottesdienste fanden in der Villa in einer kleinen Kapelle statt. Täglich las er dort die Heilige Messe. Seinen Besitz überschrieb er 1926 dem von ihm gegründeten Kirchenbauverein. 1933 wurde ihm kurz vor seinem Tode von der Universität Salzburg die Ehrendoktorwürde verliehen. Den päpstlichen Ehrentitel Monsignore lehnte er ab.
Um der in Salzburg geplanten katholischen Universität zu helfen, übertrug Miller seinen Selbstverlag dem Salzburger Universitätsverein. Die Gestapo hob den Universitätsverein auf und der Verlag kam 1939 an Millers Nichte und frühere Mitarbeiterin Gertrud Husslein in Göppingen. Sein Naturalienkabinett überließ er weitgehend der Württembergischen Naturaliensammlung. 1967 wurde eine von ihm geplante Kirche in der Nähe der Villa Reitzenstein in Stuttgart ihrer Bestimmung übergeben. Sie wurde entgegen den Vorstellungen Millers, der an eine Christkönigskirche gedacht hatte, dem Heiligen Konrad, seinem Namenspatron, geweiht.

## Mitgliedschaften
- 1917: Ehrenmitglied des Vereins für vaterländische Naturkunde in Württemberg[2]
- Ehrenmitglied der Studentenverbindung AV Alania Stuttgart
- Vorsitzender des Stuttgarter Bienenzüchtervereins.
- Molasseklub
- 1924: Ehrenmitglied des Vereins für Geschichte des Bodensees und seiner Umgebung[3]
- Bund für Vogelschutz

## Werke
- Das Tertiär am Hochsträss, Diss. rer. nat. Stuttgart 1871.
- Weltkarte des Castorius genannt die Peutinger'sche Tafel. Ravensburg 1887.
- Die römischen Kastelle in Württemberg. Stuttgart 1892, mit 2 Kartenskizzen und 18 Situationsplänen (Sonderdruck aus den Mitteilungen des Vereins „Bauhütte“).
- Mappaemundi: die ältesten Weltkarten. Roth, Stuttgart 1895–1898
  - 1. Die Weltkarte des Beatus (776 n. Chr.). 1895 Digitalisat
  - 2. Atlas von 16 Lichtdruck-Tafeln. 1895 Digitalisat
  - 3. Die kleineren Weltkarten. 1895 Digitalisat
  - 4. Die Herefordkarte. 1896 Digitalisat
  - 5. Die Ebstorfkarte. 1896 Digitalisat
  - 6. Rekonstruierte Karten. 1898 Digitalisat
- Sammlung alter Bodenseekarten. Bregenz 1903.
- Die Peutingersche Tafel oder Weltkarte des Castorius. Stuttgart 1916.
- Itineraria Romana. Römische Reisewege an der Hand der Tabula Peutingeriana dargestellt, mit 317 Kartenskizzen und Textbildern. Stuttgart 1916.
- Die Erdmessung im Altertum und ihr Schicksal. Stuttgart 1919.
- Mappae Arabicae 1. Stuttgart 1926.
- Weltkarte des Arabers Idrisi vom Jahre 1154 in drei Teilen. 1928 (Neudruck: Stuttgart 1981)
- Die ältesten Separatkarten der 3 Erdteile, wahrscheinlich von Nikephoros Gregoras um 1350 in Konstantinopel entworfen. Stuttgart 1931.

Aufsätze
- Die Schalthiere des Bodensees. In: Schriften des Vereins für Geschichte des Bodensees und seiner Umgebung, Jg. 4 (1873), S. 123–134 (Digitalisat).
- Über das Fischbrod des Bodensees. In: Schriften des Vereins für Geschichte des Bodensees und seiner Umgebung, Jg. (1875), S. 60–62 (Digitalisat).
- Das Molassemeer in der Bodenseegegend. In: Schriften des Vereins für Geschichte des Bodensees und seiner Umgebung, Jg. 7 (1876), S. 180–256 ([Scan fehlt Digitalisat]).
- Über die geognostischen Verhältnisse von Meersburg und die Entstehung des Bodensees. In: Schriften des Vereins für Geschichte des Bodensees und seiner Umgebung, Jg. 9 (1878), S. 103–111 (Digitalisat).
- Die geologischen Bildungen am Untersee und im Höhgau. In: Schriften des Vereins für Geschichte des Bodensees und seiner Umgebung, Jg. 10 (1880), S. 145–150 (Digitalisat).
- Die Tieferlegung der Hochwasserstände des Bodensees. In: Schriften des Vereins für Geschichte des Bodensees und seiner Umgebung, Jg. 10 (1880), S. 151–157 (Digitalisat).
- Altgermanische Ringburgen und römische Niederlassungen nördlich vom Bodensee. In: Schriften des Vereins für Geschichte des Bodensees und seiner Umgebung, Jg. 11 (1882), S. 33–42 (Digitalisat).
- Das untere Argenthal. In: Schriften des Vereins für Geschichte des Bodensees und seiner Umgebung, Jg. 14 (1885), S. 80–101 (Digitalisat).
- Das römische Straßennetz in Oberschwaben. In: Schriften des Vereins für Geschichte des Bodensees und seiner Umgebung, Jg. 14 (1885), S. 102–128 (Digitalisat).
- Zur Reichslimesforschung. In: Deutsches Volksblatt, 3. Januar 1896, S. 1–7.
- Alttertiäre Land- und Süsswasserschnecken der Ulmer Gegend. In: Jahreshefte des Vereins für vaterländische Naturkunde in Württemberg, 1907, S. 435–457, mit Taf. 7–9.